# Ducetia furcata
Ducetia furcata är en insektsart som beskrevs av David R. Ragge 1961. Ducetia furcata ingår i släktet Ducetia och familjen vårtbitare. Inga underarter finns listade i Catalogue of Life.